# 科明斯 (密歇根州)
科明斯（英語：Comins）是位於美國密歇根州奧斯科達縣克林頓鎮區的一個非建制地區。

## 地理
科明斯所處的海拔為高於海平面319米（即1047英呎），而該地所採用的時區為UTC-5，即北美东部時區（EST）。同時該地設有夏令時間，為UTC-5調快一小時，即UTC-4（EDT）。